# Piet de Brouwer
Piet de Brouwer, född 5 oktober 1880, död 5 oktober 1953, är en holländsk bågskytt. Han deltog vid olympiska sommarspelen 1920.